# Крал Бодуен (шелфов ледник)
Шелфовият ледник Крал Бодуен (на френски: Plateforme de glace Roi Baudouin; на английски: King Baudouin Ice Shelf) заема част от крайбрежието на Източна Антарктида, край Брега принцеса Ранхилда на Земя кралица Мод, в акваторията на море Рисер-Ларсен, част от Индоокеанския сектор на Южния океан. Простира се между заливите Годел на запад и Тонгехилен на изток. Дължина от запад на изток около 170 km, ширина до 80 km. По северната периферия на ледника навътре в него навлизат заливите Брейдвик и Брехилен. Южно от него в близост до крайбрежието се издига планината Сьор Ронан, от която към шелфовия ледник се спускат планинските ледници Хансен, Гунестад, Бърд и др.
Шелфовият ледник Крал Бодуен е открит и първично изследван и топографски заснет през 1931 г. от норвежка експедиция, възглавявана от Ялмар Рисер-Ларсен. От 1958 до 1967 г. вурху шелфовия ледник функционира белгийската полярна станция Крал Бодуен. Нейните служители в продължание на няколко години детайлно изследват и топографски заснемат региона и наименуват шелфовия ледник Крал Бодуен в чест на тогавашния белгийски крал Бодуен (1951 – 93).